# 에우티키오스 프로클로스
에우티키오스 프로클로스(고대 그리스어: Εὐτύχιος Πρόκλος) 혹은 일부 사료에서는 투티키우스 프로쿨루스(Tuticius Proculus)는 서기 2세기에 활동한 문법학자이다. 트로시우스 아페르와 함께 로마 황제 마르쿠스 아우렐리우스의 라틴어 교사 두 명 중 한 명으로 활동했다. 그는 북아프리카의 도시 시카 베네리아(Sicca Veneria, 오늘날 튀니지 엘케프) 출신이었다.
이 프로쿨루스가 트레벨리우스 폴리오에게 동시대 최고의 정통한 문법학자라고 거론된 인물일 수 있다.
로마 황제의 교사로 일한 덕에, 프로쿨루스는 이후에 원로원 계급을 수여받고, 집정관직도 임명됐으나, 그가 집정관으로 있던 해는 불분명하다. 그는 또한 원로원 계급로서의 재정적 부담을 해결하기 위해서 마르쿠스로부터의 재정적 지원이 필요하였고, 이를 통해 그가 부유하거나 귀족 가문 출신이 아니었음을 추측할 수 있다.

## 활동
그의 저서들은 현재 소실됐으나, 'De peregrinis regionibus'이라는 제목의, 가끔 그가 쓴 책이라고 하는 문서가 있다(아마 허위로 추정). 이 이유는 그의 정체에 대한 일부 혼선 때문일 것이다.
19세기 기간 일부 작가들은 서사시권에 대하여 가장 중요한 사료로 쓰이는 명문집의 저자와 그가 동일 인물로 보았다. 오늘날의 학자들 대부분은 명문집은 그리스어 작품이고 에우티키오는 라틴어 문법학자이기에 이 추정이 맞지 않을 것이라 여긴다.

## 정체
역사적으로 초창기 학문적 지식을 바탕으로 하여 그의 정체를 두고 일부 혼동이 있었다. 15세기와 16세기의 이탈리아 역사가 및 인본주의자인 라파엘로 마페이는 후대 여러 저술가들에게 사료로 쓰였던 'Commentariorum rerum urbanarum libri XXXVIII'라는 저서에서 프로쿨루스에 대한 자료를 공개했다. 이 문서는 여러 면에서 상당히 신뢰할 수 없었다. 마페이는 3세기나 시대 차이가 나던 5세기 플라톤주의 철학자 프로클로스를 투티키우스 프로쿨루스와 동일 인물로 보았고, 프로클로스가 아우렐리우스의 스승 중 한 명이라고 하였다. 그가 실제로 저술하지 않은 저작물들을 그의 것으로 보는등을 포함해, 수많은 그 외 혼란 사항들이 이 오류에서 발생했고, 이후에 많은 저술가들도 마페이의 저술 내용을 기반으로 한 비슷한 오류를 범하였다.
그의 이름에 대해서, 학자 앤서니 벌리는 에우티키오스라는 이름이 실제로는 변형된 것이고, 모든 경우에는 "투티키우스"로 제대로 쓰여있어야 한다고 주장했다.
마르쿠스 투티키우스 프로쿨루스를 프로쿠라토르 아우구스티라고 언급한, 엘케프에서 발견된 비문이 존재하는데, 이 인물은 문법학자와 동일 인물이거나 인척 관계일 수 있다.